# Список согласных
Ниже представлены 2 списка статей по согласным, первый упорядочен по месту, второй — по способу образования.

## Поместу образования
См. также локальный ряд.

### Губные согласные

#### Губно-губные согласные
- губно-губные взрывные:
  - глухой губно-губной взрывной [p] (пар)
  - звонкий губно-губной взрывной [b] (бак)
  - абруптивный губно-губной взрывной [pʼ]
  - губно-губной имплозивный согласный [ɓ]
- губно-губные аффрикаты:
  - глухая губно-губная аффриката[англ.] [p͡ɸ]
  - звонкая губно-губная аффриката[англ.] [b͡β]
- губно-зубно-губные аффрикаты:
  - глухая губно-зубная аффриката[англ.] [p͡f]
  - звонкая губно-зубная аффриката[англ.] [b͡v]
  - глухая губно-зубно-губная дрожащая аффриката [t̪͡ʙ̥] (tp)
- губно-губные спиранты:
  - глухой губно-губной спирант [ɸ]
  - звонкий губно-губной спирант [β]
- губно-губные сонанты:
  - губно-губной носовой согласный [m] (мак)
  - губно-губной дрожащий согласный [ʙ]
  - губно-губной одноударный согласный [ⱱ̟]
  - губно-губной аппроксимант [β̞]
- губно-губной щёлкающий согласный [ʘ]
  - носовой губно-губной щёлкающий согласный [ʘ̃]
  - звонкий губно-губной щёлкающий согласный [ʘ̬]

#### Губно-зубные согласные
- губно-зубные взрывные:
  - Глухой губно-зубной взрывной согласный [ȹ] (IPA [p̪])
  - звонкий губно-зубной взрывной [ȸ] (IPA [b̪])
- губно-зубные аффрикаты:
  - глухая губно-зубная аффриката[англ.] [ȹ͡f]
  - звонкая губно-зубная аффриката[англ.] [ȸ͡v]
- губно-зубные спиранты:
  - глухой губно-зубной спирант [f] (фон)
  - звонкий губно-зубной спирант [v] (вон)
- губно-зубные сонанты:
  - губно-зубной аппроксимант [ʋ]
  - губно-зубной носовой согласный [ɱ] (амфора)
  - губно-зубной одноударный согласный [ⱱ]

#### Зубно-губные согласные
- зубно-губной спирант [v͆]

##### Губно-языковые согласные
- Апико-губные согласные (Linguolabial consonant) [n̼], [r̼], [t̼]
- Лабио-альвеолярные согласные (двухфокусные)
  - лабио-альвеолярный взрывной [t͡p]
  - лабио-альвеолярный преназализованный взрывной [n͡md͡b]
  - лабио-альвеолярный носовой согласный [n͡m]

### Переднеязычные согласные
- по форме языка:
  - апикальные согласные
  - ламинальные согласные
- по пассивному органу:
  - альвеолярные согласные
  - зубные согласные
    - двузубные согласные
    - межзубные согласные
- переднеязычные взрывные:
  - глухой переднеязычный взрывной
    - глухой зубной взрывной [t̪] (том)
    - глухой альвеолярный взрывной [t]

  - звонкий переднеязычный взрывной
    - звонкий зубной взрывной [d̪] (дом)
    - звонкий альвеолярный взрывной [d]

  - абруптивный переднеязычный взрывной
    - абруптивный зубной взрывной [t̪ʼ]
    - абруптивный альвеолярный взрывной [tʼ]

  - переднеязычный имплозивный согласный
    - зубной имплозивный согласный [ɗ̪]
    - альвеолярный имплозивный согласный [ɗ]
- свистящие аффрикаты:
  - глухая свистящая аффриката t͡s (царь)
  - звонкая свистящая аффриката d͡z (плацдарм)
- переднеязычные спиранты:
  - зубные спиранты:
    - глухой зубной спирант [θ] (англ. thing)
    - звонкий зубной спирант [ð] (англ. this)

  - альвеолярные спиранты:
    - глухой альвеолярный спирант [s] (сом)
    - звонкий альвеолярный спирант [z] (зал)
    - абруптивный альвеолярный спирант [sʼ]
- переднеязычные сонанты:
  - переднеязычный носовой согласный:
    - зубной носовой согласный [n̪] (нос)
    - альвеолярный носовой согласный [n] (англ. near)

  - альвеолярный аппроксимант [ɹ] (англ. red)
  - переднеязычные дрожащие согласные:
    - альвеолярный дрожащий согласный [r] (рот)
    - альвеолярный одноударный согласный [ɾ]
    - альвеолярный одноударный латерал [ɺ]
- шумный альвеолярный дрожащий согласный [ř] (чеш. Jířik)
- переднеязычные щёлкающие согласные:
  - зубной щёлкающий согласный [ǀ]
  - носовой зубной щёлкающий согласный [ǀ̃]
  - звонкий зубной щёлкающий согласный [ǀ̬]
  - боковой щёлкающий согласный [ǁ]
  - носовой боковой щёлкающий согласный [ǁ̃]
  - звонкий боковой щёлкающий согласный [ǁ̬]

#### Постальвеолярные согласные

##### Палато-альвеолярные согласные
- Палато-альвеолярные спиранты
  - глухой постальвеолярный спирант [ʃ] (англ. ship)
  - звонкий постальвеолярный спирант [ʒ] (англ. vision)
    - абруптивный постальвеолярный спирант [ʃʼ]
- Палато-альвеолярные аффрикаты
  - глухая постальвеолярная аффриката [tʃ] (англ. chess)
  - звонкая постальвеолярная аффриката [dʒ] (англ. jug)
  - абруптивная постальвеолярная аффриката [tʃʼ]
- постальвеолярный щёлкающий согласный [ǃ]
  - носовой постальвеолярный щёлкающий согласный [ǃ̃]
  - звонкий постальвеолярный щёлкающий согласный [ǃ̬]

##### Альвеоло-палатальные согласные
- Альвеоло-палатальные взрывные:
  - глухой альвеоло-палатальный взрывной [c]
  - звонкий альвеоло-палатальный взрывной [ɟ]
- Альвеоло-палатальные аффрикаты
  - глухая альвеоло-палатальная аффриката [t̠͡ɕ]/[ʨ] (чай)
  - звонкая альвеоло-палатальная аффриката [d̠͡ʑ]/[ʥ] (алчба)
- Альвеоло-палатальные спиранты
  - глухой альвеоло-палатальный спирант [ɕ] (щи)
  - звонкий альвеоло-палатальный спирант [ʑ] (вещдок)
- Альвеоло-палатальные сонанты
  - альвеоло-палатальный носовой согласный [ɲ]
  - альвеоло-палатальный боковой аппроксимант [ʎ]

##### Ретрофлексные согласные
в том числе какуминальные согласные и церебральные согласные:
- ретрофлексные взрывные:
  - глухой ретрофлексный взрывной [ʈ]
  - Звонкий ретрофлексный взрывной согласный [ɖ]
  - абруптивный ретрофлексный взрывной [ʈʼ]
  - ретрофлексный имплозивный согласный [ᶑ]
- ретрофлексные аффрикаты:
  - глухая ретрофлексная аффриката [ʈ͡ʂ]
  - звонкая ретрофлексная аффриката [ɖ͡ʐ]
- ретрофлексные спиранты:
  - глухой ретрофлексный спирант [ʂ] (шар)
  - звонкий ретрофлексный спирант [ʐ] (жар)
- ретрофлексные сонанты:
  - ретрофлексный носовой согласный [ɳ]
  - ретрофлексный боковой аппроксимант[англ.] [ɭ] (или ретрофлексный плавный латерал?)
  - ретрофлексный аппроксимант [ɻ]
  - ретрофлексный дрожащий согласный[англ.] [ɽr]
  - ретрофлексный одноударный согласный [ɽ]

#### Боковые согласные(латералы)
- Латеральные аффрикаты:
  - глухая альвеолярная латеральная аффриката [t͡ɬ] (L / ƛ)
  - придыхательная альвеолярная латеральная аффриката [t͡ɬʰ] (Lʰ / ƛʰ)
  - звонкая альвеолярная латеральная аффриката[англ.] [d͡ɮ] (Ł / λ)
  - абруптивная альвеолярная латеральная аффриката [t͡ɬʼ] (Ḷ / ƛ̣)
  - глухая палатальная латеральная аффриката [c͡𝼆]
  - абруптивная палатальная латеральная аффриката [c͡𝼆ʼ] / [t͡𝼆ʼ]
  - абруптивная велярная латеральная аффриката [k͡𝼄ʼ]
- Латеральные спиранты (или фрикативные латералы):
  - глухой альвеолярный латеральный спирант [ɬ]
  - звонкий альвеолярный латеральный спирант [ɮ]
  - абруптивный альвеолярный латеральный спирант [ɬ’]
  - глухой ретрофлексный латеральный спирант [ꞎ]
  - глухой палатальный латеральный спирант [𝼆]
  - глухой велярный боковой спирант [𝼄]
- Латеральные аппроксиманты (или плавные латералы):
  - альвеолярный боковой аппроксимант [l]
    - веляризованный альвеолярный боковой аппроксимант [ɫ] (лом)

  - ретрофлексный боковой аппроксимант[англ.] [ɭ]
  - альвео-палатальный боковой аппроксимант[англ.] [ȴ]
  - палатальный боковой аппроксимант [ʎ]
  - велярный боковой аппроксимант[англ.] [ʟ]
- Одноударные латералы:
  - Альвеолярный одноударный латерал [ɺ]
  - ретрофлексный одноударный латерал [𝼈]
  - велярный одноударный латерал [ʟ̆]
  - палатальный одноударный латерал [ʎ̯]
- боковой щёлкающий согласный [ǁ]
  - носовой боковой щёлкающий согласный [ǁ̃]
  - звонкий боковой щёлкающий согласный [ǁ̬]

### Дорсальные согласные
То есть согласные, образуемые спинкой языка (в качестве активного органа).

#### Палатальные согласные(среднеязычные)
- палатальные взрывные:
  - глухой палатальный взрывной [c]
  - звонкий палатальный взрывной [ɟ]
  - абруптивный палатальный взрывной [cʼ]
  - палатальный имплозивный согласный [ʄ]
- палатальные аффрикаты:
  - глухая палатальная аффриката [c͡ç]
  - звонкая палатальная аффриката [ɟ͡ʝ]
  - абруптивная палатальная аффриката [c͡çʼ]
- палатальные спиранты:
  - глухой палатальный спирант [ç] (нем. ich)
  - звонкий палатальный спирант [ʝ]
- палатальные сонанты:
  - палатальный аппроксимант [j] (йод)
  - палатальный боковой аппроксимант [ʎ]
  - палатальный носовой согласный [ɲ]
- палатальный щёлкающий согласный [ǂ]
  - носовой палатальный щёлкающий согласный [ǂ̃]
  - звонкий палатальный щёлкающий согласный [ǂ̬]

##### Лабио-палатальные согласные
- лабиопалатальный аппроксимант [ɥ] (фр. huit)

#### Велярные согласные
- велярные взрывные:
  - глухой велярный взрывной [k] (кот)
  - звонкий велярный взрывной [g] (год)
  - абруптивный велярный взрывной [kʼ]
  - велярный имплозивный согласный [ɠ]
- велярные аффрикаты
  - глухая велярная аффриката[англ.] [k͡x]
  - звонкая велярная аффриката[англ.] [g͡ɣ]
  - абруптивная велярная аффриката [k͡xʼ]
- велярные спиранты:
  - глухой велярный спирант [x] (ход)
  - звонкий велярный спирант [ɣ] (юж.-русск. год, лит. ага)
- велярные сонанты:
  - велярный носовой согласный [ŋ] (англ. ring)
  - велярный аппроксимант [ɰ]
  - велярный боковой аппроксимант[англ.] [ʟ]
  - велярный одноударный латерал [ʟ̆]

##### Лабиовелярные согласные
- лабиовелярные взрывные согласные:
  - глухой лабиовелярный взрывной согласный k͡p
  - звонкий лабиовелярный взрывной согласный ɡ͡b
- лабиовелярный аппроксимант [w] (англ. witch)
- глухой лабиовелярный спирант [ʍ] (англ. which)

#### Увулярные согласные
- увулярные взрывные согласные:
  - глухой увулярный взрывной согласный [q]
  - звонкий увулярный взрывной согласный [ɢ]
  - абруптивный увулярный взрывной согласный [qʼ]
  - Звонкий увулярный имплозив [ʛ]
- увулярные аффрикаты
  - глухая увулярная аффриката [q͡χ]
  - звонкая увулярная аффриката [ɢ͡ʁ]
  - абруптивная увулярная аффриката [q͡χʼ]
- увулярные спиранты:
  - глухой увулярный спирант [χ]
  - звонкий увулярный спирант [ʁ]
- увулярные сонанты:
  - увулярный носовой согласный [ɴ]
  - увулярный дрожащий согласный [ʀ]
- шумный увулярный дрожащий согласный [Ř]

### Ларингалы

#### Фарингальные согласные
- глухой фарингальный спирант [ħ]
- звонкий фарингальный аппроксимант [ʕ̞]
- звонкий фарингальный спирант [ʕ]

#### Эпиглоттальные согласные
- эпиглоттальный взрывной [ʡ]
- глухой эпиглоттальный спирант [ʜ]
- звонкий эпиглоттальный спирант [ʢ]
- эпиглоттальные дрожащие согласные [ᴙ]

#### Эпиглотто-фарингальные согласные
- эпиглотто-фарингальный смычный [ʕ͡ʡ]
- эпиглотто-фарингальный спирант [ʜ͡ħ]

### Глоттальные согласные
- глоттальный взрывной (гортанная смычка) [ʔ] (не-а)
- глухой глоттальный спирант [h] (англ. hat)
- звонкий глоттальный спирант [ɦ] (укр. год)

### Другие согласные
- глухой палатально-велярный спирант [ɧ], то есть одновременно [ʃ] и [x]
- велярно-фарингальный спирант [ʩ]

## Поспособу образования

### Смычные согласные

#### Носовые согласные
- альвеолярный носовой согласный [n]
- альвео-палатальный носовой согласный [ȵ]
- велярный носовой согласный [ŋ] (англ. ring)
- губно-губной носовой согласный [m] (мак)
- губно-зубной носовой согласный [ɱ] (амфора)
- зубной носовой согласный[англ.] [n̪] (нос)
- лабио-альвеолярный носовой согласный [n͡m]
- палатальный носовой согласный [ɲ]
- переднеязычный носовой согласный:
- ретрофлексный носовой согласный [ɳ]
- увулярный носовой согласный [ɴ]

#### Взрывные согласные
- эпиглотто-фарингальный смычный [ʕ͡ʡ]

- Глухие:
  - глухой альвеолярный взрывной согласный [t]
  - глухой альвео-палатальный взрывной согласный [ȶ]
  - глухой велярный взрывной согласный [k] (кот)
  - глухой губно-губной взрывной согласный [p] (пар)
  - глухой губно-зубной взрывной согласный [ȹ] (IPA [p̪])
  - глухой зубной взрывной согласный [t̪] (том)
  - глухой лабиовелярный взрывной[англ.] [k͡p]
  - глухой палатальный взрывной согласный [c]
  - глухой переднеязычный взрывной согласный
  - глухой ретрофлексный взрывной согласный [ʈ]
  - глухой увулярный взрывной согласный [q]
  - глоттальный взрывной согласный (гортанная смычка) [ʔ]
  - лабио-альвеолярный взрывной согласный [t͡p]

- Звонкие:
  - звонкий альвеолярный взрывной согласный [d]
  - звонкий альвео-палатальный взрывной согласный [ȡ]
  - звонкий велярный взрывной согласный [g] (год)
  - звонкий губно-губной взрывной согласный [b] (бак)
  - звонкий губно-зубной взрывной согласный [ȸ] (IPA [b̪])
  - звонкий зубной взрывной согласный [d̪] (дом)
  - звонкий лабиовелярный взрывной согласный [ɡ͡b]
  - звонкий палатальный взрывной согласный [ɟ]
  - звонкий переднеязычный взрывной согласный
  - звонкий ретрофлексный взрывной согласный [ɖ]
  - звонкий увулярный взрывной согласный [ɢ]
  - лабио-альвеолярный преназализованный взрывной согласный [n͡md͡b]
  - эпиглоттальный взрывной согласный [ʡ]

#### Абруптивные согласные
- - абруптивный альвеолярный взрывной согласный [tʼ]
  - абруптивный велярный взрывной согласный [kʼ]
  - абруптивный губно-губной взрывной согласный [pʼ]
  - абруптивный зубной взрывной согласный [t̪ʼ]
  - абруптивный палатальный взрывной согласный [cʼ]
  - абруптивный переднеязычный взрывной согласный
  - абруптивный ретрофлексный взрывной согласный [ʈʼ]
  - абруптивный увулярный взрывной согласный [qʼ]

#### Имплозивные согласные
- - альвеолярный имплозивный согласный [ɗ]
  - велярный имплозивный согласный [ɠ]
  - губно-губной имплозивный согласный [ɓ]
  - зубной имплозивный согласный [ɗ̪]
  - переднеязычный имплозивный согласный
  - палатальный имплозивный согласный [ʄ]
  - ретрофлексный имплозивный согласный [ᶑ]
  - Звонкий увулярный имплозив [ʛ]

#### Аффрикаты
- Глухие
  - глухая альвеолярная латеральная аффриката [t͡ɬ] (L / ƛ)
  - глухая альвео-палатальная аффриката [t̠͡ɕ]/[ʨ] (чай)
  - глухая велярная аффриката[англ.] [k͡x]
  - глухая губно-губная аффриката[англ.] [p͡ɸ]
  - глухая губно-зубная аффриката[англ.] [ȹ͡f]
  - глухая губно-зубная аффриката[англ.] [p͡f]
  - глухая губно-зубно-губная дрожащая аффриката [t̪͡ʙ̥] (tp)
  - глухая палатальная аффриката [c͡ç]
  - глухая палатальная латеральная аффриката [t͡ʎ̥]
  - глухая постальвеолярная аффриката [tʃ]
  - глухая ретрофлексная аффриката [ʈ͡ʂ],
  - глухая свистящая аффриката t͡s (царь)
  - глухая увулярная аффриката [q͡χ]
- Звонкие
  - звонкая альвеолярная латеральная аффриката[англ.] [d͡ɮ] (Ł / λ)
  - звонкая альвео-палатальная аффриката [d̠͡ʑ]/[ʥ] (алчба)
  - звонкая велярная аффриката[англ.] [ɡ͡ɣ]
  - звонкая губно-губная аффриката[англ.] [b͡β]
  - звонкая губно-зубная аффриката[англ.] [b͡v]
  - звонкая губно-зубная аффриката[англ.] [ȸ͡v]
  - звонкая палатальная аффриката [ɟ͡ʝ]
  - звонкая постальвеолярная аффриката [dʒ] (англ. jug)
  - звонкая ретрофлексная аффриката [ɖ͡ʐ]
  - звонкая свистящая аффриката [d͡z]
  - звонкая увулярная аффриката [ɢ͡ʁ]
- Абруптивные
  - абруптивная альвеолярная латеральная аффриката [t͡ɬʼ] (Ḷ / ƛ̣)
  - абруптивная велярная аффриката [k͡xʼ]
  - абруптивная велярная латеральная аффриката [k͡ʟ̝̊ʼ]
  - абруптивная палатальная аффриката [c͡çʼ]
  - абруптивная палатальная латеральная аффриката [c͡ʎ̥ʼ] / [t͡ʎ̥ʼ]
  - абруптивная постальвеолярная аффриката [tʃʼ]
  - абруптивная увулярная аффриката [q͡χʼ]

### Спиранты
- Глухие
  - глухой фарингальный спирант [ħ]
  - звонкий фарингальный спирант [ʕ]
  - зубно-губной спирант [v͆]
  - Палато-альвеолярные спиранты
  - эпиглотто-фарингальный спирант [ʜ͡ħ]
  - абруптивный альвеолярный латеральный спирант [ɬ’]
  - глухой альвеолярный латеральный спирант [ɬ]
  - глухой альвео-палатальный спирант [ɕ] (щи)
  - глухой велярный латеральный спирант [ʟ̝̊]
  - глухой велярный спирант [x] (ход)
  - глухой глоттальный спирант [h] (англ. hat)
  - глухой губно-губной спирант [ɸ]
  - глухой губно-зубной спирант [f] (фон)
  - глухой палатальный латеральный спирант [ʎ̥̝]
  - глухой палатальный спирант [ç] (нем. ich)
  - глухой постальвеолярный спирант [ʃ] (англ. ship)
  - глухой ретрофлексный латеральный спирант [ɬ̢]
  - глухой ретрофлексный спирант [ʂ] (шар)
  - глухой увулярный спирант [χ]
  - глухой эпиглоттальный спирант [ʜ]
  - Звонкие
  - звонкий альвеолярный латеральный спирант [ɮ]
  - звонкий альвео-палатальный спирант [ʑ]
  - звонкий велярный спирант [ɣ] (юж.-русск. год)
  - звонкий глоттальный спирант [ɦ] (укр. год)
  - звонкий губно-губной спирант [β]
  - звонкий губно-зубной спирант [v] (вон)
  - звонкий палатальный спирант [ʝ]
  - звонкий постальвеолярный спирант [ʒ]
  - звонкий ретрофлексный спирант [ʐ] (жар)
  - звонкий увулярный спирант [ʁ]
  - звонкий эпиглоттальный спирант [ʢ]
  - абруптивный альвеолярный спирант [sʼ]
  - абруптивный постальвеолярный спирант [ʃʼ]
  - глухой альвеолярный спирант [s] (сом)
  - глухой зубной спирант [θ] (англ. thing)
  - звонкий альвеолярный спирант [z] (зал)
  - звонкий зубной спирант [ð] (англ. this)

### Аппроксиманты
- альвеолярный аппроксимант [ɹ] (англ. red)
- альвеолярный боковой аппроксимант [l]
- альвео-палатальный боковой аппроксимант[англ.] [ȴ]
- альвео-палатальный боковой аппроксимант [ȴ]
- веляризованный альвеолярный боковой аппроксимант [ɫ] (лом)
- велярный аппроксимант [ɰ]
- велярный боковой аппроксимант[англ.] [ʟ]
- велярный боковой аппроксимант [ʟ]
- губно-губной аппроксимант [β̞]
- губно-зубной аппроксимант [ʋ]
- звонкий фарингальный аппроксимант [ʕ̞]
- лабиовелярный аппроксимант [w] (англ. witch)
- лабио-палатальный аппроксимант [ɥ] (фр. huit)
- палатальный аппроксимант [j] (йод)
- палатальный боковой аппроксимант [ʎ]
- палатальный боковой аппроксимант [ʎ]
- ретрофлексный аппроксимант [ɻ]
- ретрофлексный боковой аппроксимант[англ.] [ɭ]
- ретрофлексный боковой аппроксимант [ɭ] (или ретрофлексный плавный латерал?)

### Дрожащие согласные
- шумный альвеолярный дрожащий согласный [ř] (чеш. Jířik)
- шумный увулярный дрожащий согласный [Ř]
  - губно-губной дрожащий согласный [ʙ]
  - ретрофлексный дрожащий согласный[англ.] [ɽr]
  - увулярный дрожащий согласный [ʀ]
  - эпиглоттальный дрожащий согласный [я]
  - альвеолярный дрожащий согласный [r] (рот)

- - переднеязычные дрожащие согласные:
    - альвеолярный дрожащий согласный [r] (рот)
    - альвеолярный одноударный согласный [ɾ]

  - глухая губно-зубно-губная дрожащая аффриката [t̪͡ʙ̥] (tp)
  - шумные дрожащие согласные:

### Одноударные согласные
- - Альвеолярный одноударный латерал [ɺ]
  - велярный одноударный латерал [ʟ̆]
  - велярный одноударный латерал [ʟ̆]
  - губно-губной одноударный согласный
  - губно-зубной одноударный согласный []
  - палатальный одноударный латерал [ʎ̯]
  - ретрофлексный одноударный латерал [ɺ̢]
  - ретрофлексный одноударный согласный [ɽ]
  - альвеолярный одноударный латерал [ɺ]
  - альвеолярный одноударный согласный [ɾ]

### Щёлкающие согласные
- губно-губной щёлкающий согласный [ʘ]
  - носовой губно-губной щёлкающий согласный [ʘ̃]
  - звонкий губно-губной щёлкающий согласный [ʘ̬]
- палатальный щёлкающий согласный [ǂ]
  - носовой палатальный щёлкающий согласный [ǂ̃]
  - звонкий палатальный щёлкающий согласный [ǂ̬]
- постальвеолярный щёлкающий согласный [ǃ]
  - носовой постальвеолярный щёлкающий согласный [ǃ̃]
  - звонкий постальвеолярный щёлкающий согласный [ǃ̬]
- боковой щёлкающий согласный [ǁ]
  - носовой боковой щёлкающий согласный [ǁ̃]
  - звонкий боковой щёлкающий согласный [ǁ̬]
- зубной щёлкающий согласный [ǀ]
  - носовой зубной щёлкающий согласный [ǀ̃]
  - звонкий зубной щёлкающий согласный [ǀ̬]

### Двухфокусные
Губно-переднеязычные согласные (лабио-альвеолярные согласные)
- лабио-альвеолярный взрывной [t͡p]
- лабио-альвеолярный преназализованный взрывной [n͡md͡b]
- лабио-альвеолярный носовой согласный [n͡m]

Лабиовелярные согласные:
- лабиовелярные взрывные:
  - глухой лабиовелярный взрывной k͡p
  - звонкий лабиовелярный взрывной ɡ͡b
- лабиовелярный аппроксимант [w] (англ. witch)
- глухой лабиовелярный аппроксимант [ʍ] (англ. which)